# آندریاس گورلیتز
آندریاس گورلیتز (انگلیسی: Andreas Görlitz؛ زادهٔ ۳۱ ژانویهٔ ۱۹۸۲) بازیکن فوتبال اهل آلمان است.
از باشگاه‌هایی که در آن بازی کرده‌است می‌توان به باشگاه فوتبال کارلسروهه، باشگاه فوتبال بایرن مونیخ، باشگاه فوتبال سن‌خوزه ارث‌کوئیکز، باشگاه فوتبال اینگولشتات ۰۴، و باشگاه فوتبال مونیخ ۱۸۶۰ اشاره کرد.
وی همچنین در تیم‌های ملی فوتبال زیر ۲۱ سال آلمان و آلمان بازی کرده‌است.

## یادکرد ویکی‌پدیا
- مشارکت‌کنندگان ویکی‌پدیا. «Andreas Görlitz». در دانشنامهٔ ویکی‌پدیای انگلیسی، بازبینی‌شده در ۲۶ مارس ۲۰۲۲.